# Hugh Gardner Ackley
Hugh Gardner Ackley (Indianapolis, 30 giugno 1915 – Ann Arbor, 12 febbraio 1998) è stato un economista e ambasciatore statunitense.
Dal 1952 professore di economia politica all'Università del Michigan. Tra il 1961 e il 1962, con un contributo della fondazione Ford, ha svolto attività di ricerca in Italia, dove è poi tornato, dal 1968 al 1969, in qualità di ambasciatore degli Stati Uniti d'America.
È autore di un modello econometrico dello sviluppo italiano del dopoguerra ed è conosciuto per il suo manuale di economia macroeconomica.

## Opere
- 1961 – Macroeconomic theory (trad. it. 1971)